# 朗格羅夫 (伊利諾伊州)
朗格羅夫（英語：Long Grove）是位於美國伊利諾伊州萊克縣的一個村落。

## 地理
朗格羅夫的座標為42°12′09″N 88°00′23″W / 42.20250°N 88.00639°W，而該地最高點為海拔高度218米（即715英尺）。

## 人口
根據2010年美國人口普查的數據，朗格羅夫的面積為32.82平方千米，當中陸地面積為32.21平方千米，而水域面積為0.61平方千米。當地共有人口8043人，而人口密度為每平方千米245人。